# Mídia esportiva do Brasil
A mídia esportiva do Brasil cobre as modalidades esportivas no país, focando a cobertura principalmente no futebol .

## Televisão
Os canais abertos de televisão cobrem o futebol de forma exagerada, a ponto de interferir no horário dos jogos para se adequarem à grade de programação das emissoras. Em outros esportes, na maior parte dos casos, a transmissão acontece somente em apresentações da seleção do país. Coberturas sobre campeonatos e clubes de modalidades como o vôlei são feitas em intensidade muito menor. O vôlei, porém, vem crescendo no país, puxado pelo alto rendimento que a seleção tem obtido em competições internacionais. Os jogos têm grande apelo de público e vêm ganhando audiência progressivamente nos últimos anos.
Nos canais de TV pagos, é dada maior cobertura e atenção às demais modalidades, com profissionais especializados, ligados ao esporte em questão, fazendo comentários em emissoras que possuem grade de programação mais variada. Porém, nem sempre a situação é tão favorável, sendo possível encontrar também somente futebol na maioria dos canais pagos em diversos horários do dia.

## Outros meios
O rádio é historicamente o elemento que levou os esportes à maior parte da população e ainda possui grande número de ouvintes. No Brasil, também se concentra excessivamente no futebol, em detrimento dos demais esportes.
A mídia impressa também tem grande valor histórico e cultural no meio. Jornais importantes existem hoje e já deixaram de existir. Atualmente, apenas o jornal Lance! ainda circula. Já deixaram de existir A Gazeta Esportiva, Jornal dos Sports e outros que davam ampla cobertura ao esporte, como o Jornal da Tarde. Nesta mídia, também ocorre uma overdose de exposição do futebol, com pelo menos 80% do espaço dedicado a este esporte, e as páginas finais da publicação colocando mínimos detalhes e alguns poucos resultados de dezenas de outros esportes e atletas.
Hoje, a internet pode ser considerada o tipo de mídia que melhor divulga os esportes no Brasil, pois nela é possível encontrar informação farta, sites internacionais especializados (inclusive os das federações mundiais de cada modalidade) e até mesmo transmissões ao vivo de esportes que são ignorados pela mídia tradicional.